# Rob Refsnyder
Robert Refsnyder, dit Rob Refsnyder, est un joueur de baseball américain d'ascendance coréenne, né Kim Jung-tae (김정태) le 26 mars 1991 à Séoul en Corée du Sud. Il est joueur de premier but, de deuxième but et de champ droit pour les Red Sox de Boston de la Ligue majeure de baseball.

## Carrière

### Yankees de New York
Né sous le nom de Kim Jung-tae à Séoul en Corée du Sud, Robert Daniel Refsnyder est adopté par Jane et Clint Refsnyder, un couple américain de descendances allemande et irlandaise, et grandit en Californie du Sud. 
Il joue au baseball avec les Wildcats de l'université d'Arizona et est nommé meilleur joueur des College World Series de 2012, remportées par les Wildcats. Il est repêché par les Yankees de New York au 5e tour de sélection en 2012. Un voltigeur de droite à l'université, il est entraîné au poste de deuxième but par l'organisation des Yankees. 
Refsnyder fait ses débuts dans le baseball majeur le 11 juillet 2015 avec les Yankees de New York. À son second match le 12 juillet, il réussit dans un match contre les Red Sox de Boston son premier coup sûr au plus haut niveau, contre le lanceur Tommy Layne, puis son premier coup de circuit, un lancer d'Alexi Ogando envoyé par-dessus le « monstre vert » du Fenway Park.
En 94 matchs joués pour les Yankees de 2015 à 2017, Refsnyder réussit deux circuits, amasse 17 points produits et frappe pour ,241 de moyenne au bâton.

### Blue Jays de Toronto
Le 23 juillet 2017, les Yankees échangent Refsnyder aux Blue Jays de Toronto contre le joueur de premier but des ligues mineures Ryan McBroom.